# V352 Большой Медведицы
V352 Большой Медведицы (лат. V352 Ursae Majoris), HD 112396 — двойная вращающаяся эллипсоидальная переменная звезда (ELL:) в созвездии Большой Медведицы на расстоянии приблизительно 486 световых лет (около 149 парсеков) от Солнца. Видимая звёздная величина звезды — от +6,82m до +6,78m. Орбитальный период — около 1,4135 суток.

## Характеристики
Первый компонент — белая звезда спектрального класса A0.